# Carlos de Wurtemberg-Bernstadt
El Duque Carlos de Wurtemberg-Bernstadt (11 de marzo de 1682 en Dobroszyce - 8 de febrero de 1745 en Bierutów) fue Duque de Wurtemberg-Bernstadt.

## Biografía
Carlos era el único hijo sobreviviente del Duque Julio Segismundo de Wurtemberg-Juliusburg (1653-1684) de su matrimonio con Ana Sofía (1647-1726), la hija del Duque Adolfo Federico I de Mecklemburgo-Schwerin. Se convirtió en Duque de Wurtemberg-Juliusburg cuando su padre murió en 1684, aunque estuvo bajo tutela hasta alcanzar la mayoría de edad en 1704. Cuando su tío Silvio II Federico murió en 1697, su tío Cristián Ulrico I asumió el control del Ducado de Oels y dejó el Ducado de Bernstadt a Carlos. El 20 de diciembre de 1703 en Meiningen, se casó con Guillermina Luisa (1686-1753), la hija del Duque Bernardo I de Sajonia-Meiningen. El matrimonio no tuvo hijos.
Carlos gobernó arbitrariamente y de forma derrochadora. En 1740, sus consejeros se dirigieron al emperador José I, quien gobernó contra el Duque. En 1742, Carlos pidió al capitán de su país una nueva peluca, no obstante, no le fue concedida debido a que la tesorería estaba vacía. Entonces vendió el Señorío de Goschütz y la ciudad de Twardogóra, esta última al Conde Enrique de Reichenbach-Goschütz (1705-1775).
Carlos murió en 1745. Debido a que su matrimonio no tenía hijos, el Ducado de Bernstadt cayó a manos de su primo Carlos Cristián Erdmann, quien de este modo pudo unificar todas las posesiones silesias de la Casa de Wurtemberg en una sola mano.